# Too Shy
Too Shy ist ein Lied von Kajagoogoo aus dem Jahr 1983, das von der Band geschrieben wurde und auf dem Album White Feathers erschien.

## Geschichte
Für die Produktion des Liedes waren der Duran-Duran-Keyboarder Nick Rhodes und Colin Thurston verantwortlich; letzterer produzierte auch die ersten beiden Studioalben von Duran Duran.
Die Veröffentlichung fand im Januar 1983 statt. In Großbritannien, Irland, Deutschland und Japan wurde der Synthie-Pop-/New-Wave-Song ein Nummer-eins-Hit. Durch die Ausstrahlung des Musikvideos auf MTV erlangte der Song seinen Erfolg in den Billboard Hot 100. 2006 erreichte das Lied in VH1s Liste 100 Greatest Songs of the 80's Platz 27 und Platz 9 in der Liste 100 Greatest One Hit Wonders of the 80's. Das Lied läuft in dem Videospiel Grand Theft Auto: Vice City Stories für Playstation Portable und Playstation 2 auf dem spieleigenen Radiosender Wave 103.

## Musikvideo
In der Handlung des Videos spielen Kajagoogoo den Song auf einer Bühne in einem Nachtclub bei einer Feier und werden dabei von einer Kellnerin bis zum Aufräumen der Bühne beobachtet. Die Kellnerin im Video spielte Carolyn Espley (die spätere Ehefrau von Dennis Miller).

## Rezeption

### Chartplatzierungen
| ChartsChartplatzierungen       | Höchstplatzierung | Wochen |
| ------------------------------ | ----------------- | ------ |
| Deutschland (GfK)              | 1 (20 Wo.)        | 20     |
| Österreich (Ö3)                | 4 (14 Wo.)        | 14     |
| Schweiz (IFPI)                 | 2 (10 Wo.)        | 10     |
| Vereinigte Staaten (Billboard) | 5 (19 Wo.)        | 19     |
| Vereinigtes Königreich (OCC)   | 1 (13 Wo.)        | 13     |

| ChartsJahrescharts (1983)      | Platzierung |
| ------------------------------ | ----------- |
| Deutschland (GfK)              | 18          |
| Schweiz (IFPI)                 | 16          |
| Vereinigte Staaten (Billboard) | 50          |
| Vereinigtes Königreich (OCC)   | 13          |

### Auszeichnungen für Musikverkäufe
| Land/Region                  | Auszeichnungen für Musikverkäufe (Land/Region, Auszeichnung, Verkäufe) | Verkäufe  |
| ---------------------------- | ---------------------------------------------------------------------- | --------- |
| Frankreich (SNEP)            | Gold                                                                   | 500.000   |
| Vereinigtes Königreich (BPI) | Gold                                                                   | 500.000   |
| Insgesamt                    | 2× Gold ·                                                              | 1.000.000 |

## Coverversionen
- 1983: Ed Starink
- 1992: Limahl (Too Shy'92)
- 1994: Fischmob (Hasch un Rock)
- 1999: Rio Reiser